# Филе (остров)
Филе (на старогръцки: Φιλαί; на арабски: فيله; на коптски: ⲡⲓⲗⲁⲕ, ⲡⲓⲗⲁⲕⲭ) е остров в река Нил, разположен малко след Асуанската язовирна стена в Египет.
Първоначално е разположен близо до обширния Първи воден праг на Нил в Горен Египет и е на мястото на комплекса от храмове в Древен Египет. Тези бързеи и околния район са наводнявани няколко пъти след построяването на Асуанската язовирна стена през 1902 г. Храмовият комплекс е демонтиран и преместен на близкия остров Агилкия като част от проекта на ЮНЕСКО в Нубия, който защитава този и други комплекси преди 1970 г.

## География
Филе се споменава от много древни писатели, сред които Страбон, Диодор Сицилийски, Птолемей, Луций Аней Сенека и Плиний Стари. Името се отнася за два малки острова, разположени на 24° северна географска ширина, малко след Първия воден праг близо до Асуан. Въпреки че е по-малкия остров, Филе е по-интересното място от двата. Преди наводняването той е дълъг 380 m и широк 120 m. Изграден е от сиенити, бреговете му са стръмни, а по стените им е построена висока стена, опасваща острова.
Тъй като за Филе се твърди, че е едно от местата, на които е погребана Озирис, той се слави с благоговението както на египтяните на север, така и на нубийците на юг. Обитаването на острова се счита за оскверняващо, освен за свещеници, и така си печели прозвището „Непристъпният“ (на старогръцки: ἄβατος). Докладването е, че нито птиците, нито рибите се доближават до бреговете му. Това, обаче, са традициите на един отделен период, тъй като по времето на Птолемейски Египет Филе е популярна дестинация, както от поклонници на гроба на Озирис, така и от хора със светски намерения, така че свещениците отправят петиция към Птолемей VIII за забрана на достъпа на публичните служители към острова.
През 19 век Уилям Джон Банкс взема обелиска от Филе, на който е гравирана тази петиция, към Англия. Когато йероглифите му са сравнение с тези на Розетския камък, той хвърля светлина върху египетската съгласна азбука.
Островите около Филе, обаче, не са само свещени жилища – те са и центрове на търговия между Мерое и Мемфис. Бързеите при праговете са непрактични през повечето сезони и стоките, обменяни между Египет и Нубия са реципрочно разтоварвани и повторно натоварвани при Асуан и Филе. Съседните гранитни кариери също привличат многобройни миньори и каменоделци и за улеснение на този трафик е прокаран път в скалите по източния бряг на Нил, части от който са оцелели и до днес.
Филе е забележителен и с необикновените светлинни ефекти и светлосенки, предизвиквани от местоположението му близо до тропика на Рака.

### Строителство
Най-видната черта на двата острова е тяхното архитектурно богатство. Паметници от различни епохи, от фараоните до Цезар, заемат почти цялата им площ. Основните сгради, обаче, се намират в южния край на по-малкия остров.
Най-древният храм е този на Изида, построен при управлението на Нектанеб I през 380 – 362 г. пр. н. е., към който се достига от реката чрез двойна колонада. Останалите руини като цяло датират от периода на Птолемейски Египет, по-конкретно от управлението на Птолемей II, Птолемей V и Птолемей VI с много следи от римски творби в чест на Амон-Озирис.
Пред портите са издигнати два колосални лъва от гранит, зад които стои двойка обелиски, всеки с височина 13 m. Портите са пирамидални на форма и колосални по размер. Във всеки ъгъл на адитона е имало монолитен олтар, клетка на свещен ястреб. Днес единият от олтарите се намира в Лувъра, а друг в музея във Флоренция.
Преди входа към главния двор са разположени малки храмове, един от които е посветен на Изида и широк набор от божества на акушерството и е покрит със скулптори, представящи раждането на Птолемей VI под фигура на Хор. Историята на Озирис е представена навсякъде по стените на този храм, а две от вътрешните стаи са особено богати на символични изображения. Над двете големи порти има гръцки надписи, които са частично разрушени от египетските фигури, изсечени върху тях.
Паметниците на двата острова са запазили чисто египетски изкуство в продължение на векове след управлението на последния фараон. Направени са големи усилия за повреждането на скулптурите в този храм. Работата по разрушаването се дължи в първия случай на усърдието на ранните християни, а след това на политиката на иконоборство. Интересен факт е, че изображенията/иконите на Хор често са по-малко повредени от другите творби. На някои стени всяка фигура и йероглифен текст, освен тези на Хор, са щателно издраскани от ранните християни. Това вероятно се дължи на относителното уважение, което ранните християни имат към Хор и легендата му, което не е изключено да се дължи на паралелите между историите на Исус и Хор.
Почвата на Филе е внимателно приготвена за приемането на сградите – тя е подравнена там, където е неравна, и се закрепя със зидария там, където пропада или е несигурна. Например, западната стена на Големия храм е подкрепена от много здрави основи, построени под нивото на водата до наводнението, които почиват върху гранит, образуващ в този район скалната основа на Нил. На места са изсечени стъпки по стената, за да се улесни комуникацията между храма и реката.
В южния края на пътя към Големия храм се е намирал по-малък храм, който е бил посветен на Хатор. Поне няколко от малкото останали колони около него имат главата на тази богиня върху тях. Портикът му е съставен от дванадесет колони, четири отпред и три по-навътре. Техните капители представляват различни форми и комбинации на палмови клонки и цветя на лотос. Тези, както и скулптурите на колоните, таваните и стените, са боядисани с най-живи цветове, които, поради сухия климат, са изгубили малко от първоначалния си блясък.

## История

### Фараонска епоха
Древноегипетското име на по-малкия остров означава „граница“. Като тяхна южна граница, египетските фараони държат там силен гарнизон, а по-късно гърците и римляните установяват там казарми. Първият храм, построен по време на местните фараони от 30-ата династия, е този, посветен на Хатор.

### Гръко-римска епоха
Островният храм е построен по времето на Птолемейски Египет. Главният бог на храмовия комплекс е Изида, но други храмове и олтари са построени в чест на други божества. Египтолозите вярват, че Филе е последното активно място на местната древноегипетска религия и че последният египетски йероглиф е написан тук към края на 4 век.
Храмът е официално затворен през 6 век от византийския император Юстиниан I. Филе впоследствие става център на християнството. Намерени са останките на църква, а повече от един адитон имат следи от употреба през различни епохи за целите на параклис на Озирис и Исус.

### 1800-те години
Филе привлича вниманието през 19 век. През 1820-те години Джоузеф Бономи Младши, британски египтолог и музеен куратор, посещава острова. Същото прави и Амелия Едуардс, британска новелистка, през 1873 – 1874 г. Тези примери, обаче, са само малък пример за големия интерес във Викторианска Великобритания към Египет. Скоро след това туризмът към Филе започва да нараства.

### 1900-те години
През 1902 г. британците завършват строежа на ниската язовирна стена при Асуан. Това застрашава много древни забележителности, включително храмовият комплекс на Филе, с наводняване. Височината на стената е повишавана два пъти, от 1907 до 1912 г. и от 1929 до 1934 г., а остров Филе почти винаги е наводняван. Всъщност, единственият случай, когато комплексът не е под вода, е когато шлюзовете на стената са отворени от юли до октомври.
Направено е предложение храмовете да се преместят, парче по парче, до близките острови. Обаче, основите на храмовете и други архитектурни поддържащи структури биват подсилени вместо това. Въпреки че сградите физически са в безопасност, атрактивната растителност на острова и цветовете на релефите на храмовете са измити. Тухлите на храмовете на Филе скоро хващат коричка от тиня и наноси.
Храмовете са почти напълно запазени от древни времена, но с всяко наводнение ситуацията се влошава и през 1960-те години до една трета от сградите на острова са потопени целогодишно. През 1960 г. ЮНЕСКО започва проект за спасяване на сградите на острова от унищожителното влияние на постоянно растящите води на Нил. Първоначално са построени три бента, създавайки отделно езеро с по-ниско ниво на водата. Построено е голямо батардо от два реда стоманени площи, между които е натъпкан 1 милион m3 пясък. Всякаква вода, която навлиза през заграждението, бива изпомпвана обратно. След това паметниците се почистват и се измерват, използвайки фотограметрия – метод, който позволява точната реконструкция на първоначалния размер на строителните блокове, които са се използвали в древността. След това всяка сграда е демонтирана на 40 000 единици и е преместена на близкия остров Агилкия, намиращ се на по-високо надморско равнище, на 500 m от първоначалното място.

## Галерия
- Карта на Филе с план на пода на храма на Изида.
- Йероглифи върху камък на Филе.
- Павилионът на Траян, Филе.
- Капителите на източната колонада на храма на Изида.
- Общ изглед към Филе, 1908 г.
- Светилището на Изида след наводнение, 2 януари 1969 г.
- Павилионът на Траян през 1960 г.